# Unger (évêque)
Pour les articles homonymes, voir Unger.
Unger (?-9 juin 1012) est évêque de Pologne, ensuite évêque de Poznań.
Son nom suggère qu’il est d’origine italienne ou suisse. Il passe sa jeunesse au service de l’évêché de Ratisbonne. En 982, à Magdebourg, il est consacré évêque. Les historiens pensent que par la suite il officie en tant qu’abbé dans un monastère du diocèse de Mayence, fondé par Othon II en 979, avant de devenir un évêque missionnaire. 
Vers 991/992, il arrive en Pologne pour prendre possession du siège épiscopal de Poznań, laissé vacant après le décès de Jordan. Évêque de Pologne, il œuvre à la christianisation du pays et soutient activement la politique menée par Boleslas Ier le Vaillant. 
Il devient de facto le gardien du tombeau d’Adalbert de Prague, dont les restes avaient été inhumés à Gniezno en 998 : c'est ainsi qu'il remet des reliques du saint homme à l’empereur Otton III lors du pèlerinage de ce dernier en l’an mil.
Otton III élève alors Gniezno en archevêché, de sorte que les nouveaux évêchés de Cracovie (en Petite Pologne), de Kolberg (en Poméranie) et de Breslau (en Silésie) se trouvent sous l’autorité d'Unger. Devenu évêque de Poznań, il maintient son évêché en dehors de la sphère d’influence de l’archevêque Radzim Gaudenty. 
Se rendant à Rome, Unger est arrêté alors qu’il traverse le Saint-Empire (après 1004). Il est forcé de signer un document reconnaissant l’autorité de l’archevêché de Magdebourg et protestant contre la création de l’archevêché de Gniezno. L’archevêché allemand utilisera ce document aux XIe et XIIe siècles lorsqu’il tentera de prendre le contrôle de l’Église polonaise. 
Unger décède dans sa prison le 9 juin 1012. Il est probablement inhumé à Magdebourg.